# 瀧沢石器時代遺跡

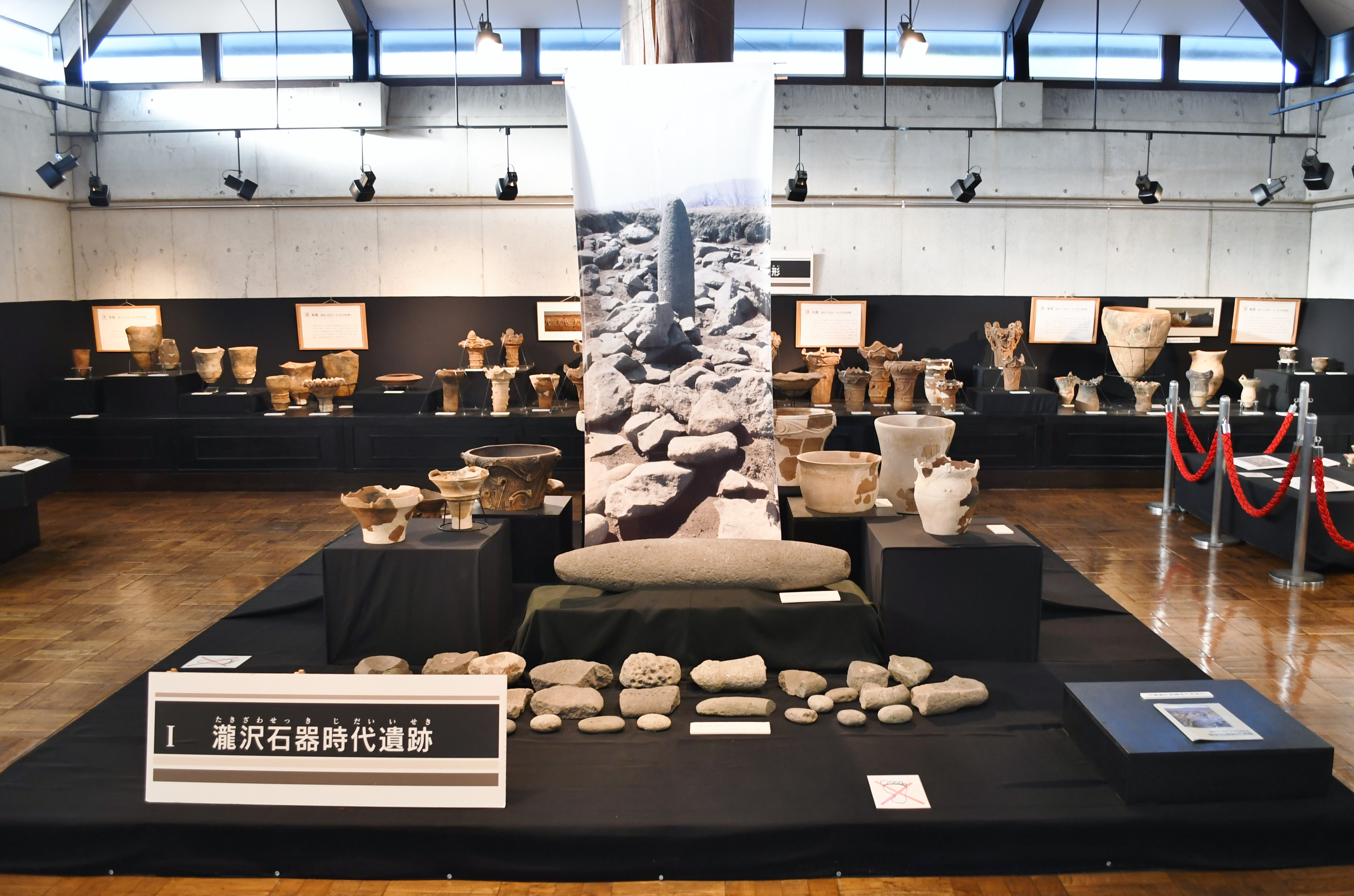
瀧沢石器時代遺跡 出土品（渋川市赤城歴史資料館展示）

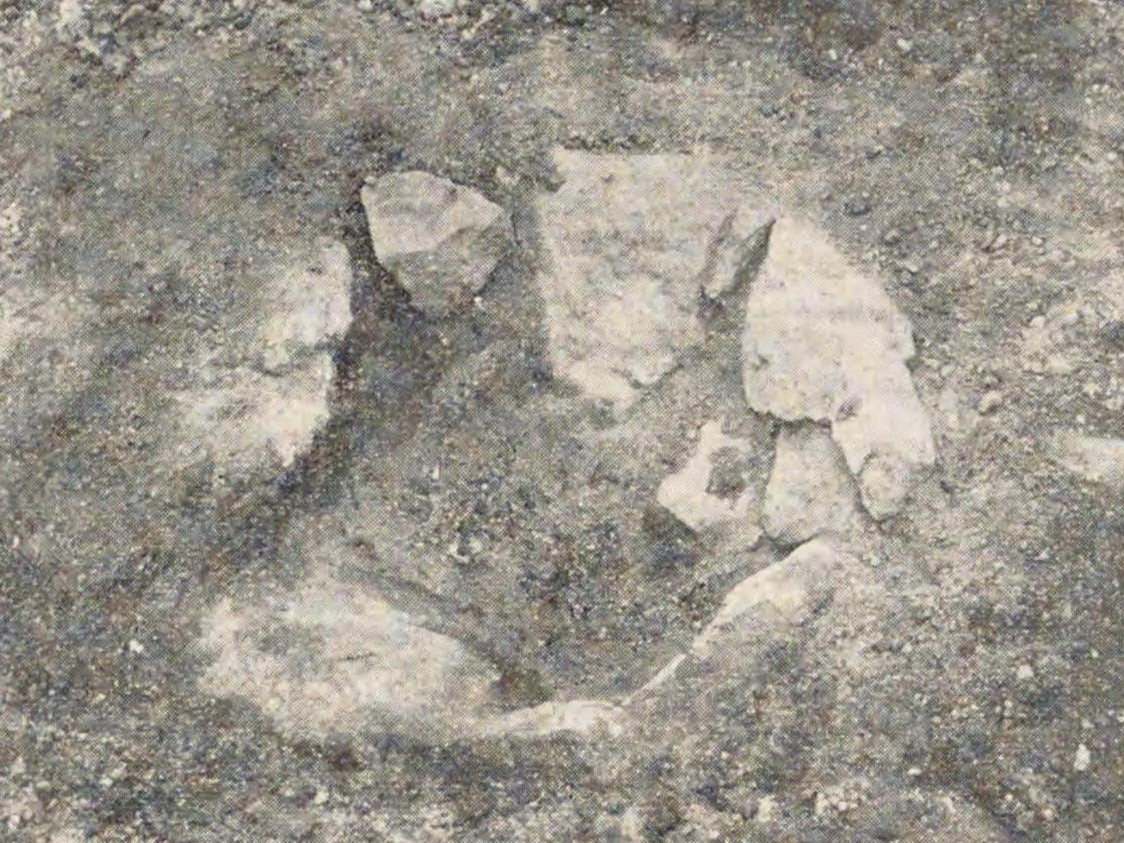
炉跡（『群馬県下国宝並指定史蹟名勝天然紀念物』掲載写真）。

瀧沢石器時代遺跡（たきざわせっきじだいいせき）は、群馬県渋川市赤城町滝沢に位置する縄文時代の遺跡。国の史跡に指定されている。

## 概要
従来この地では、地表から土器・石器が採取されていたが、1926年（大正15年）春、畑地だった場所から炉が発見されたことがきっかけとなり発掘調査が行われた。同年4月25日から内務省の柴田常恵、児玉九一が来県し、原田龍雄、豊国覚堂（県史蹟名勝天然記念物調査委員）、岩沢正作（同）らによって調査が行われた。
石鏃173点、石斧133点、岩版8点、長さ1メートル超のものを含む石棒、石剣、石皿、土器などが出土した。土器は勝坂・阿玉台・加曾利E式など縄文中期を中心として前期から晩期に至るものが発見されている。建物跡は4箇所発見された。
遺跡北方に滝沢湧玉という湧水があり、縄文人が生活水として利用したと考えられる。
1927年（昭和2年）4月8日に国の史跡に指定された。
1926年の発掘後は埋め戻されていたが、1997年（平成9年）度以降、発掘調査を行い、大規模な環状列石遺構の存在が確認され、2004年（平成16年）2月27日に史跡の追加指定が行われた。
出土遺物は渋川市赤城歴史資料館に収蔵・展示されている。

## 周辺
- 渋川市立赤城南中学校
- 上三原田の歌舞伎舞台
- 渋川市赤城歴史資料館
- 不動寺